# Régule
Régule ist  eine Legierung  von Antimon und Blei oder Antimon und Zinn.

## Etymologie
Régule leitet sich ab von dem lateinischen Wort regulus = kleiner oder junger König. Geprägt wurde der Begriff von den Alchemisten, die glaubten, dass sich Antimon in Gold, König der Metalle, umwandeln lasse. Nach Diderots Enzyklopädie erhält man Régule, indem man Antimon einer Reinigung unterzieht. Die Enzyklopädisten übernehmen hier noch die alchemistische Bedeutung des Wortes, das der heutigen Definition von Régule als einer Legierung konträr ist.

## Eigenschaften
Régule ist ein recht weiches Material mit niedrigem Schmelzpunkt, das äußerlich an Zinn erinnert. Es lässt sich leicht farblich fassen, mit einer künstlichen Patina versehen, die an Bronze erinnert oder auch galvanisch versilbern oder vergolden. Es ist ein empfindliches Material und wesentlich weniger robust als Bronze.
Zusammensetzung
Régule-Legierungen können unterschiedliche Bestandteile enthalten:
- 90 % Zinn, 10 % Kupfer
- 89 % Zinn, 7 % Antimon, 4 % Kupfer
- 80 % Blei, 15 % Antimon, 5 % Zinn
- 76 % Kupfer, 24 % Blei
- 67 % Kupfer, 28 % Zinn, 5 % Blei

## Régules in der bildenden Kunst

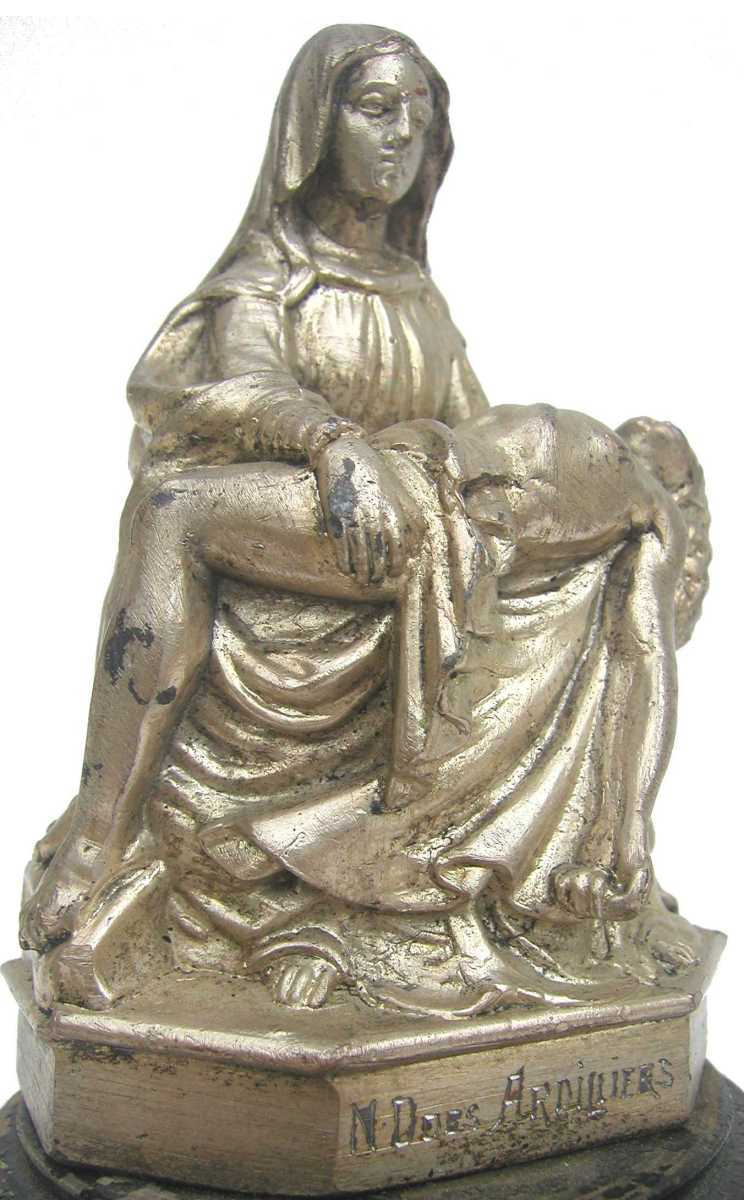
Pietà-Statuette nach dem Vorbild der "Notre Dame des Ardilliers" in Saumur

Régule war ein bevorzugtes Werkmaterial für Kleinplastiken des 19. Jahrhunderts und wurde gerne von Künstlern verwendet, die dem Art déco zuzuordnen sind. Analog dem Begriff "Kleinbronze" wurde der Begriff für das Material auf das Objekt übertragen, das aus Régule hergestellt wurde.
Dekorationsgegenstände aus preisgünstigem Régule wurden etwa seit Ende des 19. Jahrhunderts vor allem in Frankreich auch als eine Art erschwingliche „Bronze für die Armen“  hergestellt. 
Am ehesten zu vergleichen ist die Régule in diesem Fall mit dem Zinkdruckguss, der auch deutlich billiger als Bronze ist.